# Dunávice
Dunávice (Duits: Dunawitz) is een Tsjechische plaats in de gemeente Netvořice, regio Midden-Bohemen, en maakt deel uit van het district Benešov. Het dorp ligt op 2 kilometer afstand van Netvořice.
Dunávice telt 61 inwoners (2021).

## Geschiedenis
De eerste schriftelijke vermelding van het dorp dateert van 1255.
Tijdens de Tweede Wereldoorlog maakte Dunávice deel uit van het oefenterrein van de SS Benešov. Als gevolg daarvan moesten inwoners op 1 april 1943 noodgedwongen hun huizen verlaten. Sinds 1949 is Dunávice, samen met Netvořice, volledig ondergebracht bij het district Benešov.

## Verkeer en vervoer

### Autowegen
Er leidt een regionale weg naar het dorp.

### Spoorlijnen
Er is geen station in Dunávice. Het dichtstbijzijnde station is in Krhanice, op zo'n 8,5 kilometer afstand. Dat station ligt aan spoorlijn 210 Praag - Vrané nad Vltavou - Čerčany/Dobříš.

### Buslijnen
Er is één bushalte in het dorp:
| Halte               | Lijn(en) | Traject(en)                             | Vervoerder(s) |
| ------------------- | -------- | --------------------------------------- | ------------- |
| Netvořice, Dunávice | 438 753  | Benešov - Štěchovice Benešov - Neveklov | CŠAD Benešov  |

## Galerij

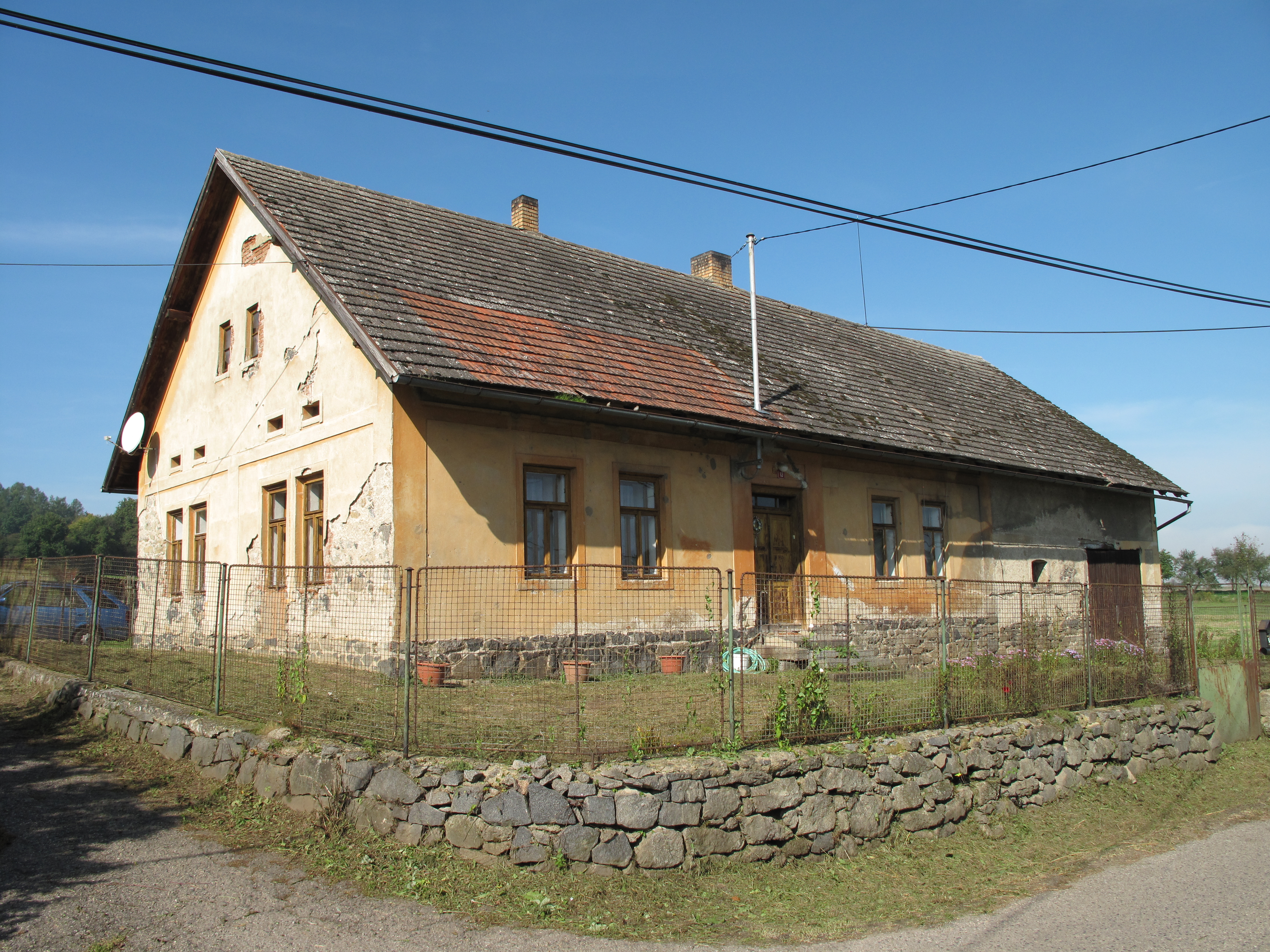
Huis in het dorp (2014)
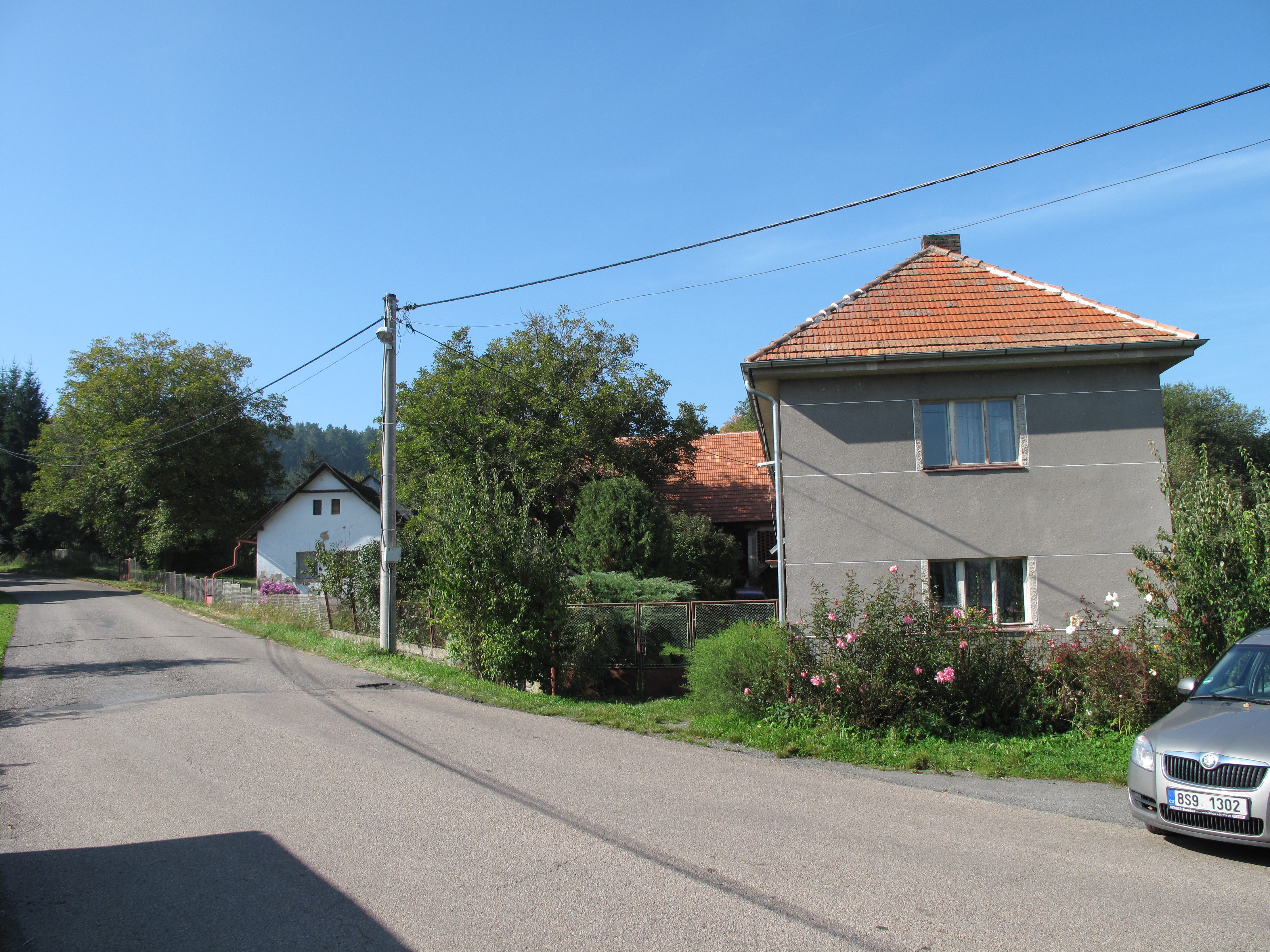
Huizen in het dorp (2014)
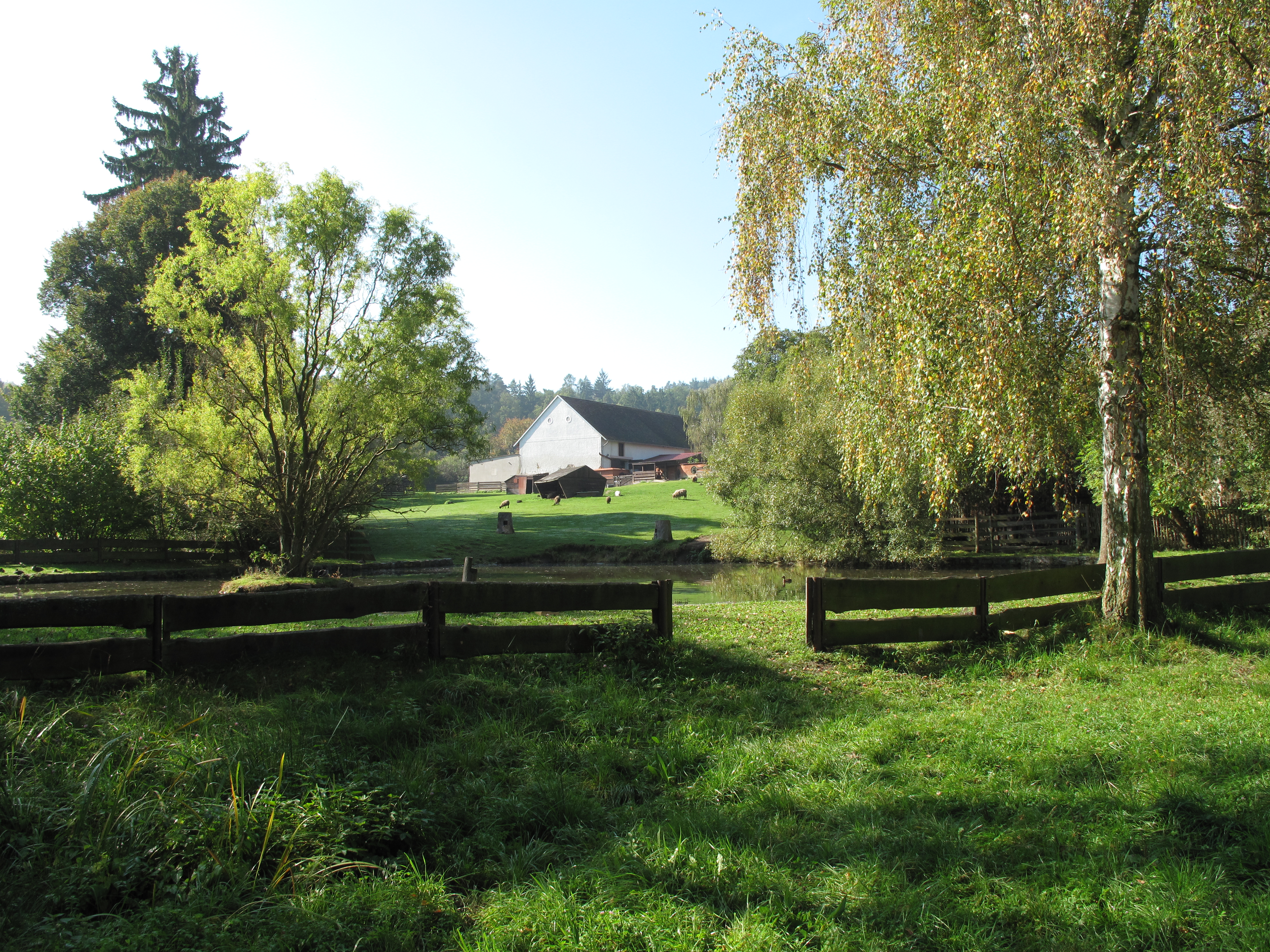
Boerderij bij meertje (2014)